# 魏家台乡
魏家台乡是中国陕西省商洛市商南县下辖的一个乡。

## 行政区划
魏家台乡下辖以下行政区：
魏家台村、松树垭村、阳坡村、大泥池村、寇家村、耀岭村、文化坪村